# Humberto Zarrilli
Humberto Zarrilli Caruso (Montevideo, 12 de diciembre de 1898 - Montevideo, 4 de diciembre de 1964) fue un poeta y pedagogo uruguayo.

## Biografía
Fue el tercer hijo del matrimonio de los italianos Ángel Zarrilli y Elvira Caruso. En 1917 obtuvo el título de maestro y a los 20 años comenzó a publicar cuentos, poemas, libros de lectura para escolares y otros textos.
En 1920 el Consejo Nacional de Instrucción Primaria lo designó redactor y traductor de sus publicaciones oficiales Anales de Instrucción Primaria  y Enciclopedia de la Educación. y en 1927 lo envió a Europa para continuar su formación. A su regreso fundó la Revista Oral y la Revista Mural. Esta última se fijaba en los muros de Montevideo e incluía poemas y otros trabajos de Emilio Frugoni, Alfredo Larrobla, Emilio Oribe, Fernán Silva Valdés, Luisa Luisi, Manuel de Castro, Julio Verdié, entre otros.
En los institutos normales dictó clases de idioma francés, literatura, lectura y dramatización. Fue designado por el consejo para dirigir el Teatro Escolar Artístico, pionero en su género en América del Sur, y más adelante el Teatro de la Adolescencia.
Junto al profesor Roberto Abadie Soriano, publicó en 1926 los textos oficiales de enseñanza de idioma español y lectura Cervantes, Rubén Darío y Rodó. Ambos autores obtuvieron el primer premio en un concurso oficial de libros de lectura y la serie oficial de libros de lectura de primero a cuarto año. Fueron coautores de varias obras más, entre ellas: Patria, Democracia para escuelas rurales, Manual práctico de ortografía y Guía metodológica para la enseñanza de la lectura, etc.
Con motivo del centenario de la Jura de la Constitución, en 1930 el estado le encargó el libreto de la primera ópera uruguaya: Paraná Guazú, compuesta por Vicente Ascone. Fue autor de 143 obras de poesía, teatro para niños, textos de estudio para educación primaria y de iniciación a la lectura, etc.

## Obras (lista parcial)
- Cervantes (texto oficial de lenguaje, 1926) con Roberto Abadie Soriano
- Rubén Darío (texto oficial de lenguaje, 1926) con Roberto Abadie Soriano
- Rodó (texto oficial de lenguaje, 1926) con Roberto Abadie Soriano
- Alegría (libro de lectura, 1927) con Roberto Abadie Soriano[5]
- Tierra nuestra (libro de lectura, 1927) con Roberto Abadie Soriano[6]
- Uruguay (libro de lectura, 1927) con Roberto Abadie Soriano[7]
- Optimismo (libro de lectura, 1927) con Roberto Abadie Soriano[8]
- Patria, con Roberto Abadie Soriano
- Democracia (libro de lectura) con Roberto Abadie Soriano
- Manual práctico de ortografía, con Roberto Abadie Soriano
- Guía metodológica para la enseñanza de la lectura, con Roberto Abadie Soriano[9]
- Vértices (poesía, 1928)
- Libros de imágenes (poesía)
- Pasión de la imagen (poesía)
- Cántico de la imagen (poesía)
- Paradoja de la imagen (poesía)
- Poesía. Primer libro de lectura con Roberto Abadie Soriano[10]
- La isla afortunada
- La ciudad del Dragón
- La conquista del fuego
- El hada Mebisina
- Gesta de la emancipación[11]
- El éxodo del pueblo oriental
- Primavera
- Farigada